# Saavedra (Begonte)
Saavedra (llamada oficialmente Santa María de Saavedra) es una parroquia española del municipio de Begonte, en la provincia de Lugo, Galicia.

## Topónimo
Es de origen visigodo; procede de saal: "palacio, caserón", más vetera: "vieja", en latín. Saal dio lugar a "sala" y a "hall", en inglés, como ha señalado Paulo Martínez Lema.

## Linaje
Del pagus es oriundo el apellido Saavedra, cuyo fundador fue el noble visigodo Fernando Fernández de Saavedra, Conde de los Patrimonios de Galicia y I Señor de Saavedra y de Eriz, nacido hacia el 639AD y fallecido en combate en la Batalla de Guadalete, 711AD.

## Organización territorial
La parroquia está formada por veintisiete entidades de población, constando ocho de ellas en el nomenclátor del Instituto Nacional de Estadística español:
- A Lagoa
- A Rocha
- As Lenzas
- A Vila Grande
- A Vila Pequena
- Barés
- Campo de Arriba
- Candieiras
- Carretera (A Estrada)
- Covela
- Donsión
- Fonte Almesendre
- Gandariña (A Gandariña)
- Goldar
- Illoi
- Maciñeirá
- Mato (O Mato)
- O Mesón
- O Monte
- Os Conchados
- O Touredo
- Saa
- Salgueiras
- Santadizco
- Santo Tomás
- Senras

## Despoblado
Despoblado que forma parte de la parroquia:
- Fonte Filloa

## Demografía
| Gráfica de evolución demográfica de Saavedra entre 2000 y 2019 |
|                                                                |
| Datos según el nomenclátor publicado por el INE.               |